# Zenzō Matsuyama
Pour les articles homonymes, voir Matsuyama.
Zenzō Matsuyama (松山善三, Matsuyama Zenzō), né le 3 avril 1925 et mort le 27 août 2016, est un scénariste et réalisateur japonais.

## Biographie

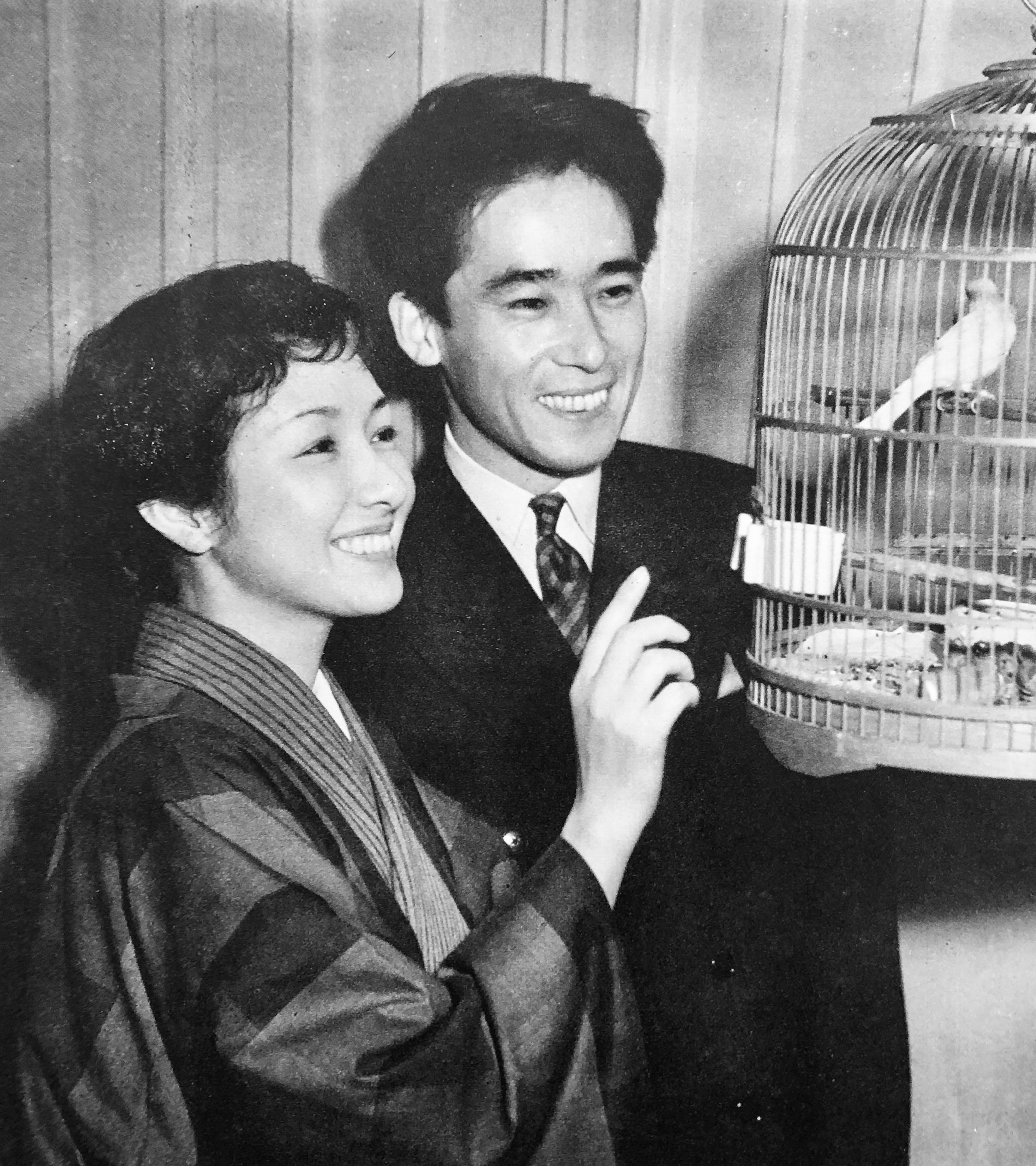
Hideko Takamine et Zenzō Matsuyama en 1955.

Né à Kobe, au Japon, Zenzō Matsuyama grandit à Yokohama. Après avoir quitté l'école, il commence une formation pour devenir médecin mais abandonne l'école médicale pour entreprendre une carrière au cinéma. En 1948, il est directeur adjoint au studio Shōchiku. Avec le soutien de Keisuke Kinoshita, il commence également à écrire des scénarios. Son premier script filmé est Kōjō no tsuki à partir de la chanson Kōjō no tsuki, réalisé en 1954. En 1955, il épouse l'actrice Hideko Takamine. Il fait ses débuts comme réalisateur en 1961 avec un film intitulé Le Bonheur est en nous (名もなく貧しく美しく, Na mo naku mazushiku utsukushiku). Il continue sa carrière de scénariste pour des films comme Proof of the Man (en) ainsi que comme réalisateur. Il écrit également les paroles de la chanson Ippon no enpitsu pour Hibari Misora.
Zenzō Matsuyama a réalisé quatorze films et est l'auteur de près de 90 scénarios entre 1954 et 2004.

## Filmographie partielle

### Réalisateur

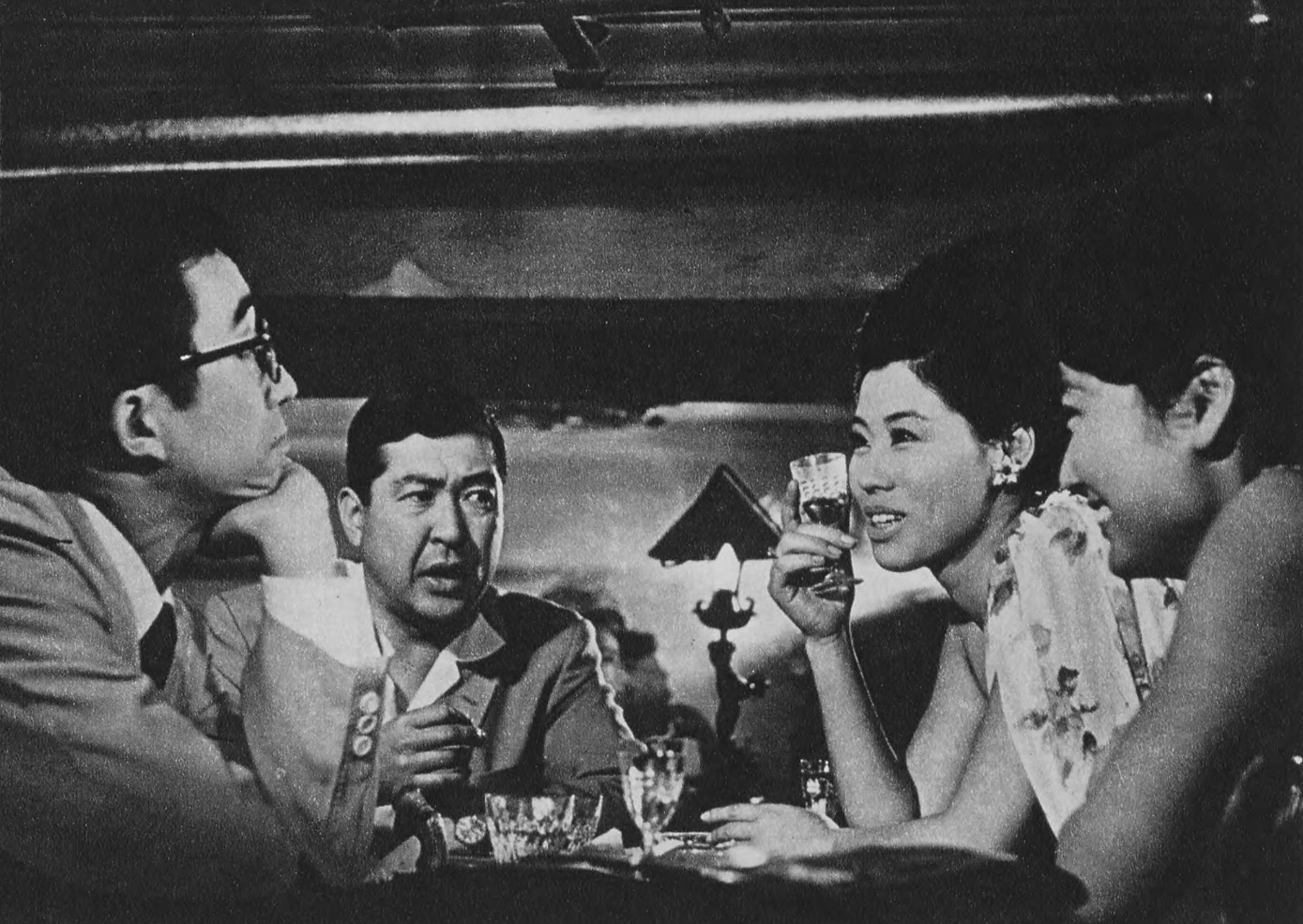
Keiju Kobayashi dans Peut-on vivre ainsi ? (1964).

La mention « +scénariste » indique que Zenzō Matsuyama est aussi auteur du scénario.
- 1958 : Tokyo 1958 (東京1958, Tōkyō 1958?) co-réalisé avec Hiroshi Teshigahara, Susumu Hani, Kyūshirō Kusakabe, Masahiro Ogi (ja), Yoshirō Kawazu, Sadamu Maruo, Kanzaburō Mushanokoji et Ryūichirō Sakisaka (court métrage expérimental)[2]
- 1961 : Le Bonheur est en nous (名もなく貧しく美しく, Na mo naku mazushiku utsukushiku?)[3] +scénariste
- 1962 : Sanga ari (山河あり?) +scénariste
- 1962 : Burari burabura monogatari (ぶらりぶらぶら物語?) +scénariste
- 1964 : Peut-on vivre ainsi ? (われ一粒の麦なれど, Ware hitotsubu no mugi naredo?)[4] +scénariste
- 1965 : Senjo ni nagaseru uta (戦場にながれる歌?) +scénariste
- 1965 : Rokujo yukiyama tsumugi (六條ゆきやま紬?) +scénariste
- 1967 : Le Père et le fils (続・名もなく貧しく美しく 父と子, Zoku na mo naku mazushiku utsukushiku: Chichi to ko?)[5] +scénariste
- 1967 : Sono hito wa mukashi (その人は昔?) +scénariste
- 1976 : Futari no iida (ふたりのイーダ?) +scénariste
- 1976 : Nakinagara warau hi (泣きながら笑う日?) +scénariste
- 1979 : Hokuheki ni mau (北壁に舞う?) (documentaire)
- 1981 : Noriko, vous connaissez ? (典子は、今, Noriko wa, ima?)[6] +scénariste
- 1988 : Haha (母?) +scénariste
- 1993 : Niji no hashi (虹の橋?) +scénariste

### Scénariste
- 1955 : Les Belles Années (美わしき歳月, Uruwashiki saigetsu?) de Masaki Kobayashi
- 1955 : Nuages lointains (遠い雲, Tōi kumo?) de Keisuke Kinoshita
- 1955 : Les Baisers (くちづけ, Kuchizuke?) de Masanori Kakei (ja), Hideo Suzuki et Mikio Naruse
- 1955 : Akogare (あこがれ?) de Noboru Nakamura
- 1955 : Tama wa kudakezu (珠はくだけず?) de Shigeo Tanaka
- 1956 : Eyes of Children (子供の眼, Kodomo no me?) de Yoshirō Kawazu
- 1956 : La Fontaine (泉, Izumi?) de Masaki Kobayashi
- 1956 : Chiemi no hai hīru (チエミの婦人靴?) de Hideo Suzuki
- 1956 : Shiroi magyo (白い魔魚?) de Noboru Nakamura
- 1956 : Aoi me (青い芽?) de Hideo Suzuki
- 1957 : Typhon sur Nagasaki de Yves Ciampi
- 1957 : La Rivière noire (黒い河, Kuroi kawa?) de Masaki Kobayashi
- 1959 : Trilogie La Condition de l'homme (人間の条件, Ningen no jōken?) de Masaki Kobayashi
  - 1959 : Il n'y a pas de plus grand amour
  - 1959 : Le Chemin de l'éternité
  - 1961 : La Prière du soldat
- 1960 : Courant du soir (夜の流れ, Yoru no nagare?) de Mikio Naruse et Yūzō Kawashima
- 1960 : Filles, épouses et une mère (娘・妻・母, Musume tsuma haha?) de Mikio Naruse
- 1961 : Les Deux Fils (二人の息子, Futari no musuko?) de Yasuki Chiba
- 1961 : Comme épouse et comme femme (妻として女として, Tsuma to shite onna to shite?) de Mikio Naruse
- 1962 : La Place de la femme (女の座, Onna no za?) de Mikio Naruse
- 1965 : Koko kara hajimaru (こゝから始まる?) de Takashi Tsuboshima (ja)
- 1966 : Délit de fuite (ひき逃げ, Hikinige?) de Mikio Naruse
- 1973 : Shinobu ito (忍ぶ糸?) de Masanobu Deme
- 1973 : Un homme en extase (恍惚の人, Kōkotsu no hito?) de Shirō Toyoda, une adaptation cinématographique du roman Les Années du crépuscule de l'écrivaine Sawako Ariyoshi[7],[8]
- 1977 : Ningen no shōmei (人間の証明?) de Jun'ya Satō
- 1993 : Bōkyō (望郷?) de Kōichi Saitō

## Distinctions

### Décorations
- 1987 : récipiendaire de la médaille au ruban pourpre
- 1995 : récipiendaire de l'ordre du Soleil levant de quatrième classe

### Récompenses
- 1962 : prix Blue Ribbon du meilleur scénario pour Le Bonheur est en nous et Les Deux Fils[9]
- 1962 : prix Mainichi du meilleur scénario pour Le Bonheur est en nous, la trilogie La Condition de l'homme et Les Deux Fils[10]
- 1994 : prix Mainichi du meilleur scénario pour Niji no hashi et Bōkyō[11]
- 2017 : prix spécial pour l'ensemble de sa carrière aux Japan Academy Prize[12]

### Nominations
- 1994 : prix du meilleur film et du meilleur réalisateur pour Niji no hashi et prix du meilleur scénariste pour Niji no hashi et Bōkyō aux Japan Academy Prize[13]